# 아부 심벨 신전
아부 심벨 신전(아랍어: أبو سنبل 또는 أبو سمبل)은 이집트 남부에 있는 고대 이집트의 유적이다. 20m의 좌상들과 암벽을 60m 깊이로 파서 만든 석굴사원이다. 그리고 2년에 한번씩 햇살이 신전 깊숙한 곳까지 비치도록 만들었다. 자신을 위해 지은 신전으로 정면 높이 32m, 너비 38m이며 입구에 22m의 람세스 2세 조각상이 4개, 우측으로는 아부 심벨 소신전 2구의 네페르타리 왕비 및 4구의 람세스 2세상이 번갈아 놓여있다.

## 아부심벨 대신전

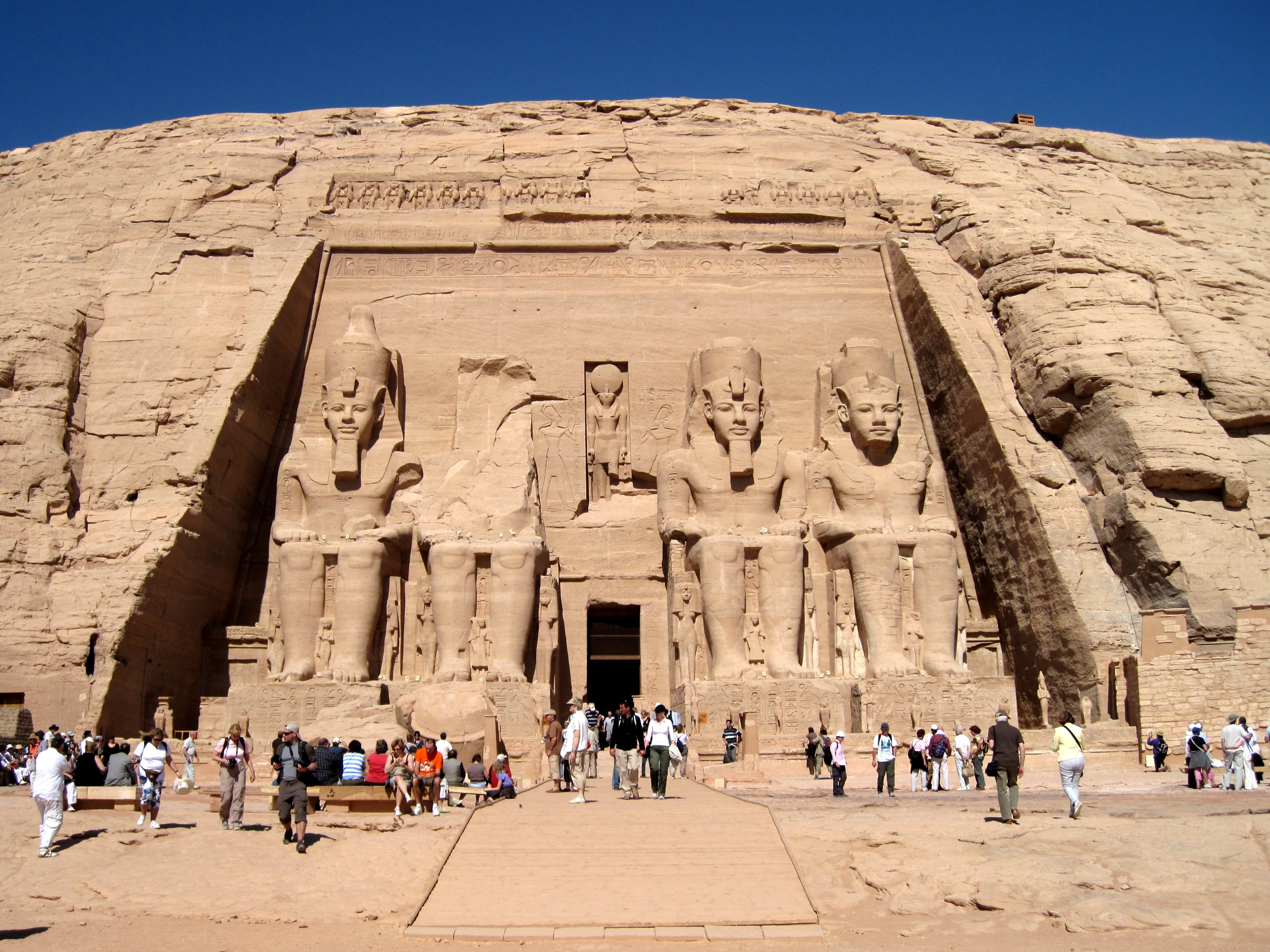
아부심벨 대신전의 모습. 청년기부터 장년기까지 네 구의 람세스 2세 상이 있다. 왼쪽에서 2구 바로 앞에 있는 암괴는 2구 머리부분 일부

대신전의 네 구상은 람세스 2세로 그 앞에 나란히 있는 것은 가족상이다. 안쪽에는 프타 신, 아멘 라 신, 라 호르아크티 신, 그리고 람세스 2세의 상이 있다. 상의 다리에는 누비아 원정을 떠난 그리스인 용병의 고대 그리스어 낙서가 새겨져 있다.
람세스 2세 상 중 왼쪽에서 두 번째 상은 신전이 완공된 몇 년 뒤 일어난 지진으로 무너져 내렸으며 머리 부분이 2구 앞으로 나뒹굴고 있다.
벽면에는 성스러운 배 앞에서 의식을 거행하는 장면이 그려져 있다.부조로 왕의 업적, 북쪽 벽에는 카디슈 전투, 남쪽 벽에는 시리아, 리비아, 누비아와의 싸움이 그려져 있다.

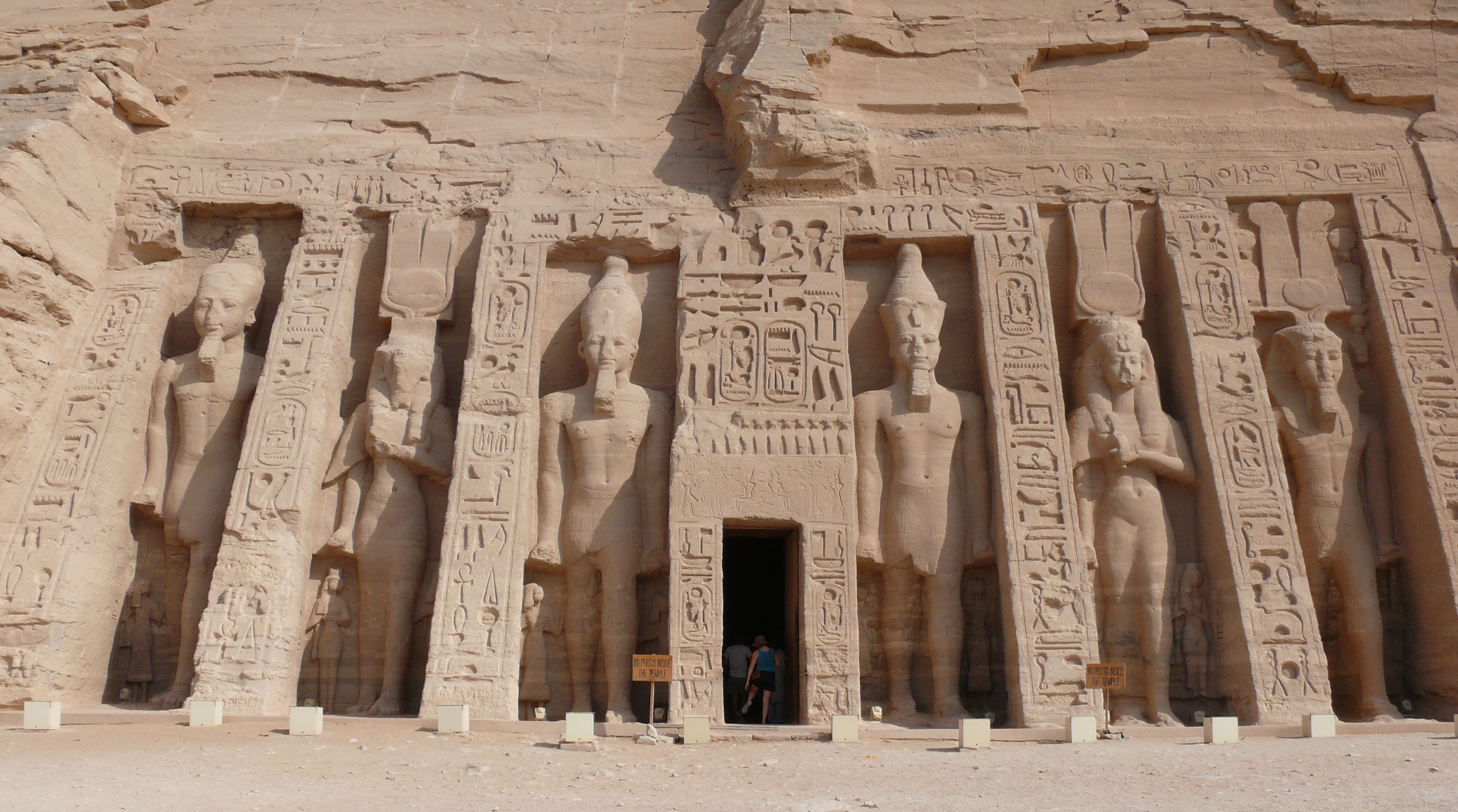

아부 심벨 소신전 2구의 네페르타리상 및 4구의 람세스 2세상이 번갈아 놓여있다. 하트홀 신과 네페르타리 왕비에게 바쳐진 신전.

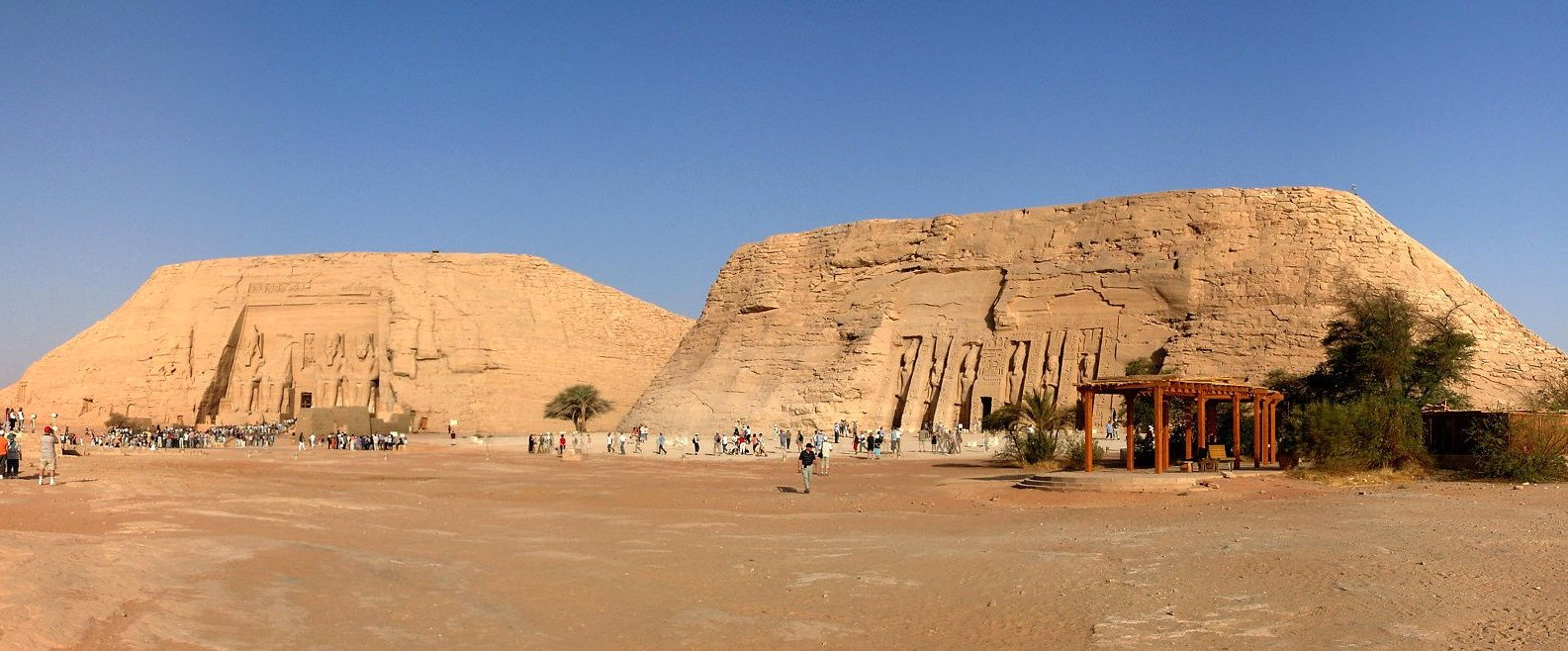

아부심벨 신전(대소양신전)
소신전(전방) 및 대신전(후방).

## 역사
람세스 2세의 재위 시절 때 아부 심벨을 건설했다. 1813년 스위스의 동양학자인 요한 루트비히 부르크하르트가 아부 심벨을 발견한 후, 1817년 발굴이 되었다. 1960년대, 아스완 댐의 건설로 수몰위기에 있었지만, 1964년부터 1972년까지 세계 50여 개국의 국제적인 원조에, 유네스코 측의 경제적 지원 등으로 원래 위치보다 65m 높은 위치로 이전하게 되었으며, 이전 비용만 무려 3,600만 달러가 들었다.

## 같이 보기
- 필레 신전(필라에 신전)
- 아부심벨에서 필라이까지 이르는 누비아 유적

## 참고 문헌 및 출처
- 《유네스코 세계문화유산》,베텔스만 유네스코편집위원회 엮음, 대교베텔스만, 2003, 164~165쪽 ISBN 89-88879-87-2